# Veteran-VM i badminton
Veteran-VM i badminton är en badmintonturnering organiserad av Badminton World Federation (BWF) som hålls vartannat år. Det är ett individuellt mästerskap med mäns och kvinnors singlar och dubblar, och mixed dubbelspel. Åldersklasserna är uppdelade enligt följande: +35, +40, +45, +50, +55, +60, +65 och +70.

## Värdstäder
| År   | Nr  | Värdstad     | Land      |
| ---- | --- | ------------ | --------- |
| 2003 | I   | Sofia        | Bulgarien |
| 2004 | II  | Kuala Lumpur | Malaysia  |
| 2007 | III | Taipei       | Taiwan    |
| 2009 | IV  | Punta Umbría | Spanien   |
| 2011 | V   | Richmond     | Kanada    |
| 2013 | VI  | Ankara       | Turkiet   |
| 2015 | VII | Helsingborg  | Sverige   |